# Associazione Calcio Lumezzane 2001-2002
Questa voce raccoglie le informazioni riguardanti l'Associazione Calcio Lumezzane nelle competizioni ufficiali della stagione 2001-2002.

## Stagione
Nella stagione 2001-2002 il Lumezzane disputa il girone A del campionato di Serie C1, raccoglie 49 punti con il settimo posto. La squadra rossoblù sempre affidata a Giancarlo D'Astoli ha ottenuto 23 punti nel girone di andata e 26 punti nel girone di ritorno, lontana sia dalle zone pericolose, ma anche dai playoff. Il miglior marcatore anche per questa stagione del Lumezzane è stato Massimiliano Guidetti autore di 13 reti, 2 delle quali in Coppa Italia ed 11 in campionato. La squadra valgobbina ha potuto partecipare alla Copp Italia Nazionale grazie al fatto di essere arrivata a disputare la finale della Coppa Italia di Serie C della stagione scorsa. Inserita nel quarto girone, il Lumezzane è stato eliminato perdendo (1-0) a Modena e ottenendo due pareggi con Reggina e Cagliari. Poi nei sedicesimi della Coppa Italia di Serie C ha superato la Spal, nel doppio confronto degli ottavi ha eliminato l'Alzano Virescit, mentre è stato eliminato nei quarti dallo Spezia.

## Maglia e Sponsor
La maglia del Lumezzane è rossoblù, con calzoncini e calzettoni blu. Sulle maglie campeggia lo sponsor ufficiale: Fin-Eco-Leasing, mentre lo Sponsor tecnico è: Lotto.

## Rosa
| N. |                    | Ruolo | Calciatore               |
| -- | ------------------ | ----- | ------------------------ |
|    | Italia (bandiera)  | P     | Francesco Benussi        |
|    | Italia (bandiera)  | P     | Marco Borghetto          |
|    | Italia (bandiera)  | D     | Stefano Botti            |
|    | Italia (bandiera)  | C     | Antonio Buscè            |
|    | Italia (bandiera)  | D     | Omar Campana             |
|    | Italia (bandiera)  | D     | Tommaso Chiecchi         |
|    | Italia (bandiera)  | D     | Cristiano Donà           |
|    | Brasile (bandiera) | D     | Wanderley                |
|    | Italia (bandiera)  | A     | Marco Ghizzani           |
|    | Italia (bandiera)  | A     | Massimiliano Guidetti    |
|    | Marocco (bandiera) | C     | Abderazzak Jadid         |
|    | Italia (bandiera)  | A     | Massimiliano Maffioletti |

| N. |                       | Ruolo | Calciatore         |
| -- | --------------------- | ----- | ------------------ |
|    | Italia (bandiera)     | C     | Salvatore Masiello |
|    | Italia (bandiera)     | D     | Stefano Medda      |
|    | Italia (bandiera)     | D     | Mauro Minelli      |
|    | Italia (bandiera)     | P     | Andrea Monguzzi    |
|    | Italia (bandiera)     | C     | Corrado Oldoni     |
|    | Italia (bandiera)     | C     | Roberto Previtali  |
|    | Italia (bandiera)     | C     | Michele Sella      |
|    | Italia (bandiera)     | C     | Evans Soligo       |
|    | Italia (bandiera)     | C     | Cristian Trapella  |
|    | Italia (bandiera)     | D     | Marco Zaninelli    |
|    | Italia (bandiera)     | A     | Gilberto Zanoletti |
|    | Jugoslavia (bandiera) | A     | Emil Zubin         |

## Risultati

### Campionato

#### Girone di andata
| Arbitro: | Giachero (Pinerolo) |

|                                     |           |                                          |
| Jadid 51’ Campana 83’ Minelli 90+4’ | Marcatori | 26’ Bortolazzi 35’ Bertolini 60’ Cavalli |

| Arbitro: | Lops (Torino) |

|                     |           |  |
| Carruezzo 9’ (rig.) | Marcatori |  |

| Lumezzane 16 settembre 2001 3ª giornata | Lumezzane           | 0 – 0 | Monza | Nuovo Stadio Comunale\| Arbitro: \| Vicinanza (Albenga) \| |
| Arbitro:                                | Vicinanza (Albenga) |       |       |                                                            |

| Arbitro: | Tonin (Piombino) |

|                                          |           |  |
| G. Lorenzini 42’ (rig.) De Francesco 88’ | Marcatori |  |

| Arbitro: | Rocchi (Firenze) |

|                                  |           |           |
| Fava Passaro 56’ Bandirali 90+3’ | Marcatori | 87’ Zubin |

| Arbitro: | Herberg (Messina) |

|               |           |                                 |
| Minelli 90+2’ | Marcatori | 65’ Cesari 70’ (rig.) Chiaretti |

| Arbitro: | Ciancaleoni (Foligno) |

|  |           |           |
|  | Marcatori | 78’ Jadid |

| Lumezzane 21 ottobre 2001 8ª giornata | Lumezzane                | 0 – 0 | AlbinoLeffe | Nuovo Stadio Comunale\| Arbitro: \| Battistella (Conegliano) \| |
| Arbitro:                              | Battistella (Conegliano) |       |             |                                                                 |

| Arbitro: | Nappi (Napoli) |

|              |           |                                    |
| Vendrame 72’ | Marcatori | 30’ Zubin 43’, 45+3’, 58’ Guidetti |

| Arbitro: | Crugliano (Crotone) |

|                                           |           |                                        |
| Trapella 12’ Zubin 53’ Donà 57’ Buscè 79’ | Marcatori | 10’ Ludi 64’ Costanzo 90+5’ Varricchio |

| Arbitro: | Bianchi (Lucca) |

|            |           |                             |
| Zanini 41’ | Marcatori | 17’ Zubin 57’, 82’ Ghizzani |

| Arbitro: | Ioseffi (Siena) |

|             |           |  |
| Guidetti 9’ | Marcatori |  |

| Arbitro: | Ferraro (Crotone) |

|              |           |                        |
| Guidetti 55’ | Marcatori | 34’ Medda 83’ Vincenti |

| Arbitro: | P.S. Mazzoleni (Bergamo) |

|                             |           |                  |
| Shakpoke 36’ A. Mussi 90+4’ | Marcatori | 79’ (rig.) Buscè |

| Arbitro: | Carlucci (Molfetta) |

|                   |           |                    |
| Guidetti 35’, 73’ | Marcatori | 50’, 64’ I. Protti |

| Arbitro: | Nicoletti (Macerata) |

|                |           |              |
| Pellissier 65’ | Marcatori | 55’ Guidetti |

| Arbitro: | Zanzi (Lugo di Romagna) |

|                                             |           |                |
| Ghizzani 8’ Sella 34’ Buscè 36’, 43’, 45+1’ | Marcatori | 44’ Pietranera |

#### Girone di ritorno
| Arbitro: | Damato (Barletta) |

|             |           |              |
| Cavalli 23’ | Marcatori | 69’ Ghizzani |

| Arbitro: | Mariuzzo (Venezia) |

|                           |           |               |
| Zaninelli 5’ Guidetti 10’ | Marcatori | 49’ Tarantino |

| Arbitro: | Lops (Torino) |

|  |           |              |
|  | Marcatori | 26’ Chiecchi |

| Arbitro: | De Marco (Chiavari) |

|                              |           |  |
| Guidetti 2’ Buscè 72’ (rig.) | Marcatori |  |

| Arbitro: | Zambon (Padova) |

|              |           |  |
| Guidetti 49’ | Marcatori |  |

| Arbitro: | Crugliano (Crotone) |

|                |           |             |
| Molino 7’, 88’ | Marcatori | 8’ Chiecchi |

| Lumezzane 17 febbraio 2002 24ª giornata | Lumezzane           | 0 – 0 | Triestina | Nuovo Stadio Comunale\| Arbitro: \| De Marco (Chiavari) \| |
| Arbitro:                                | De Marco (Chiavari) |       |           |                                                            |

| Leffe 3 marzo 2002 25ª giornata | AlbinoLeffe        | 0 – 0 | Lumezzane | Stadio Carlo Martinelli\| Arbitro: \| Niccolai (Livorno) \| |
| Arbitro:                        | Niccolai (Livorno) |       |           |                                                             |

| Arbitro: | Marti (Modena) |

|                                         |           |                       |
| Ghizzani 26’ Zubin 50’ Medda 85’ (rig.) | Marcatori | 31’ Testini 53’ Sordo |

| Arbitro: | Carlucci (Molfetta) |

|          |           |  |
| Frati 4’ | Marcatori |  |

| Arbitro: | Nappi (Napoli) |

|                          |           |  |
| Jadid 77’ Zubin 81’, 88’ | Marcatori |  |

| Arbitro: | Girardi (San Donà di Piave) |

|               |           |          |
| De Cesare 57’ | Marcatori | 7’ Zubin |

| Arbitro: | Fiori (Perugia) |

|  |           |                  |
|  | Marcatori | 47’ (rig.) Buscè |

| Lumezzane 14 aprile 2002 31ª giornata | Lumezzane        | 0 – 0 | Reggiana | Nuovo Stadio Comunale\| Arbitro: \| Tonin (Piombino) \| |
| Arbitro:                              | Tonin (Piombino) |       |          |                                                         |

| Arbitro: | Girardi (San Donà di Piave) |

|              |           |  |
| I. Protti 1’ | Marcatori |  |

| Arbitro: | Giannoccaro (Lecce) |

|  |           |                                             |
|  | Marcatori | 22’, 63’ Pellissier 53’ Cerbone 76’ Temelin |

| Arbitro: | De Marco (Chiavari) |

|                                                           |           |              |
| Recchi 23’ Anderson 35’ Ferronato 57’ (rig.) Ginestra 66’ | Marcatori | 12’ Guidetti |

## Coppa Italia

### Quarto girone
| Arbitro: | Rizzoli (Bologna) |

|             |           |  |
| Fantini 76’ | Marcatori |  |

| Arbitro: | Nucini (Bergamo) |

|                 |           |             |
| Maffioletti 64’ | Marcatori | 74’ Dionigi |

| Cagliari 29 agosto 2001 3ª giornata | Cagliari                 | 0 – 0 | Lumezzane | Stadio Sant'Elia\| Arbitro: \| Morganti (Ascoli Piceno) \| |
| Arbitro:                            | Morganti (Ascoli Piceno) |       |           |                                                            |

### Coppa Italia di Serie C
| Arbitro: | Zambon (Padova) |

|                                 |           |                                       |
| Guidetti Goal’ (66) Minelli 73’ | Marcatori | 4’ Cancellato 20’ Temelin 23’ Roccati |

| Arbitro: | Mariuzzo (Venezia) |

|                        |           |                            |
| Rosa 74’ Andreotti 77’ | Marcatori | 7’, 59’ Jadid 63’ Masiello |

| Arbitro: | Benedetti (Vicenza) |

|                           |           |                   |
| Carlet 1’ (rig.) Sgrò 49’ | Marcatori | 31’, 82’ Ghizzani |

| Arbitro: | Giammillaro (Messina) |

|           |           |            |
| Buscè 50’ | Marcatori | 75’ Carlet |

| Arbitro: | Cenni (Imola) |

|                          |           |                                             |
| Zubin 22’, 64’ Buscè 61’ | Marcatori | 14’ Sanguinetti 24’ Menolascina 53’ Florean |

| Arbitro: | Ioseffi (Siena) |

|                 |           |  |
| De Cesare 90+3’ | Marcatori |  |